# Commander-in-Chief, Ireland

Commander-in-Chief, Ireland est un poste de commandement supérieur des forces britanniques en Irlande avant 1922. Jusqu'à l'Acte d'Union en 1800, le poste impliquait le commandement de l'armée irlandaise distincte du Royaume d'Irlande.

## Histoire
Aux 18e et 19e siècles, les forces britanniques en Irlande étaient commandées par le commandant en chef de l'Irlande. En janvier 1876, un « plan de mobilisation pour les forces de Grande-Bretagne et d'Irlande » fut publié, avec « l'armée active » divisée en huit corps d'armée basés sur les commandements de district. Le 4e corps devait être formé au sein du commandement irlandais, basé à Dublin. Ce plan a disparu en 1881, lorsque les districts ont été rebaptisés « District Commands ».
Les estimations de l'armée de 1901 introduites par St John Brodrick autorisaient six corps d'armée basés sur six commandements régionaux. Comme indiqué dans un article publié en 1903, le IIIe corps devait être formé dans un commandement irlandais reconstitué, avec un QG à Dublin. Le Field Marshal Connaught a été nommé General Officer Commanding par intérim (GOCinC) du IIIe corps en octobre 1901. Le titre a été retiré en 1904.
Le décret militaire n ° 324, publié le 21 août 1914, autorisait la formation d'une « nouvelle armée » de six divisions, composée de volontaires qui avaient répondu à l'appel d'Earl Kitchener (d'où la première nouvelle armée était connue sous le nom de « K1 »). Chaque division devait être sous l'administration de l'un des commandements locaux et le commandement irlandais a formé ce qui est devenu la 10e division (irlandaise). Elle a été suivie par la 16e division (irlandaise) de « K2 » en septembre 1914.
En république d'Irlande, le rôle est nominalement occupé par le président de l'Irlande aujourd'hui en tant que commandant suprême des forces de défense. En Irlande du Nord, de 1922 à 2009, la nomination militaire britannique supérieure était le QG Irlande du Nord.

## Commanders-in-Chief, Ireland, 1700-1922
Les titulaires du poste ont inclus:
- Lieutenant-général Thomas Erle 1701-1705 [6]
- Lieutenant-général Lord Cutts 1705– janvier 1707;
- Lieutenant-général Richard Ingoldsby de février 1707 à janvier 1712[7];
- Général William Steuart (en) 1711-1714
- Lieutenant-général Lord Tyrawley 1714–1721
- Maréchal Lord Shannon 1721-1740
- Lieutenant-général Owen Wynne en 1728
- Général Gervais Parker 1740–1750
- Le maréchal vicomte Molesworth 1751–1758
- Général Lord Rothes 1758–1767
- Lieutenant-général William Keppel 1773–1774
- Général George Augustus Eliott 1774–1775
- Général Sir John Irwin 1775–1782
- Lieutenant-général John Burgoyne 1782–1784
- Lieutenant-général Sir William Augustus Pitt 1784–1791
- Général George Warde 1791–1793
- Général Lord Rossmore 1793–1796
- Général Lord Carhampton 1796–1798
- Lieutenant-général Sir Ralph Abercromby 1798
- Général Lord Lake 1798
- Général Lord Cornwallis 1798-1801
- Général Sir William Medows 1801-1803
- Le général Henry Edward Fox 1803
- Général Lord Cathcart 1803-1806
- Général Lord Harrington 1806–1812
- Général Lord Hopetoun 1812–1813
- Général Sir George Hewett 1813–1816
- Général Sir George Beckwith 1816–1820
- Général Sir David Baird 1820–1822
- Général Sir Samuel Auchmuty 1822
- Maréchal Lord Combermere 1822–1825
- Général Sir George Murray 1825–1828
- Maréchal Lord Strafford 1828–1831
- Lieutenant-général Lord Vivian 1831–1836
- Maréchal Sir Edward Blakeney 1836–1855
- Maréchal Lord Seaton 1855–1860
- Général Sir George Brown 1860–1865
- Maréchal Lord Strathnairn 1865–1870
- Général Lord Sandhurst 1870–1875
- Maréchal Sir John Michel 1875–1880
- Général Sir Thomas Steele 1880–1885
- Maréchal Prince Edward de Saxe-Weimar 1885–1890
- Maréchal Lord Wolseley 1890–1895
- Maréchal Lord Roberts 1895-1900
- Maréchal duc de Connaught 1900–1904
- Maréchal Lord Grenfell 1904-1908
- Général Sir Neville Lyttelton 1908-1912
- Général Sir Arthur Paget 1912–1914
- Major-général Sir Lovick Friend 1914-1916
- Général Sir John Maxwell 1916
- Lieutenant-général Sir Bryan Mahon 1916-1918
- Lieutenant-général Sir Frederick Shaw 1918–1920
- Général Sir Nevil Macready 1920-1922